# Wang Chunyu
Wang Chunyu (née le 17 janvier 1995 à Suzhou (Anhui)) est une athlète chinoise spécialiste du 800 mètres. Elle remporte la médaille d'or aux championnats d'Asie en 2013.

## Palmarès
| Date | Compétition                  | Lieu     | Résultat | Épreuve | Temps         |
| ---- | ---------------------------- | -------- | -------- | ------- | ------------- |
| 2013 | Championnats d'Asie          | Pune     | 1re      | 800 m   | 2 min 2 s 47  |
| 2018 | Championnats d'Asie en salle | Téhéran  | 1re      | 800 m   | 2 min 9 s 30  |
| 2018 | Jeux asiatiques              | Jakarta  | 1re      | 800 m   | 2 min 1 s 80  |
| 2019 | Championnats d'Asie          | Doha     | 1re      | 800 m   | 2 min 2 s 96  |
| 2021 | Jeux olympiques              | Tokyo    | 5e       | 800 m   | 1 min 57 s 00 |
| 2023 | Jeux asiatiques              | Hangzhou | 3e       | 800 m   | 2 min 03 s 90 |